# Bernhard Koehler

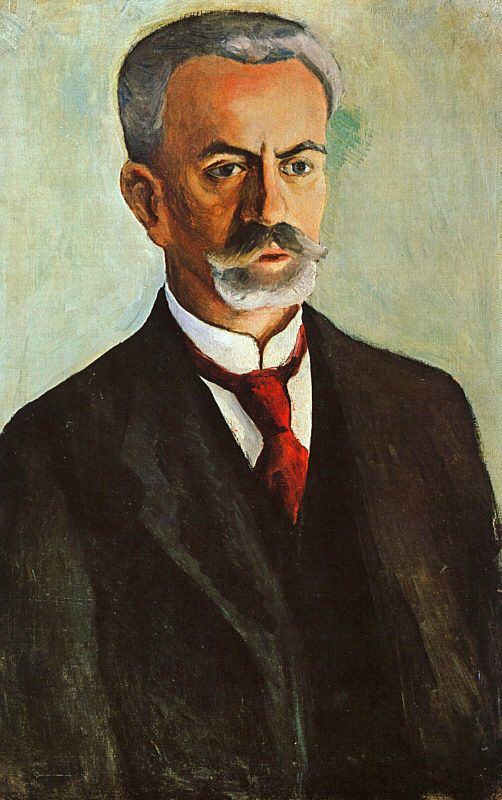
August Macke:
Bildnis Bernhard Koehler, 1910

Bernhard Koehler (* 7. November 1849 in Berlin; † 30. März 1927 ebenda) war ein deutscher Industrieller und Kunstmäzen.

## Leben und Wirken
Der aus einer Kaufmannsfamilie stammende Koehler gründete 1876 in Berlin die Mechanischen Werkstätten zur Herstellung von Metallwaren, Stempeln und Gravuren für den Industrie-, Büro- und Schmuckwarenbedarf. Sein in Berlin-Kreuzberg ansässiges Unternehmen war international erfolgreich und erwirtschaftete das beträchtliche Familienvermögen.
Elisabeth Gerhardt, eine Nichte Koehlers, berichtete ihrem Onkel 1907 von einer geplanten Paris-Reise ihres Freundes August Macke. Ohne Macke persönlich zu kennen, unterstützte Koehler den jungen Maler mit 300 Francs, um einen längeren Aufenthalt in der französischen Hauptstadt zu ermöglichen. Erst nach der Rückkehr aus Paris lernten sich beide kennen und es entwickelte sich eine intensive Freundschaft. Macke empfahl Koehler zum besseren Verständnis der zeitgenössischen Malerei die Lektüre von Julius Meier-Graefes Buch Entwicklungsgeschichte der modernen Kunst. Dieses Buch diente Koehler als Ratgeber beim Ausbau seiner bisher auf deutsche Kunst des 19. Jahrhunderts und Kunsthandwerk beschränkten Kunstsammlung. 1908 reiste er zusammen mit Macke und Elisabeth Gerhardt nach Paris, um bei den Kunsthändlern Bernheim-Jeune, Paul Durand-Ruel und Ambroise Vollard Werke französischer Künstler zu erwerben.

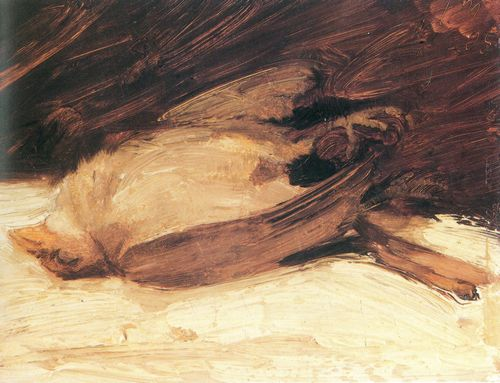
Franz Marc: Der tote Spatz, 1905

Elisabeth Gerhardt heiratete August Macke 1909 und zog mit ihm an den Tegernsee. Bei Koehlers Besuchen bei Macke und seiner Nichte lernte er 1910 Franz Marc kennen. Koehlers Sohn Bernhard hatte durch den Münchner Galeristen Franz Josef Brakl einige Bilder Marcs seinem Vater schicken lassen. Anschließend besuchte dieser Marc Ende Januar 1910 des Jahres in seinem Atelier und kaufte das 1905 entstandenes Gemälde Der tote Spatz, der auf Marcs Schreibtisch stand, und von dem sich der Künstler äußerst ungern trennte. Das Bild bildete den Grundstein zu Koehlers umfangreicher Marc-Sammlung. In der Folge unterstützte er den am Existenzminimum lebenden Künstler mit monatlich 200 Mark und erhielt als Gegenwert dafür Bilder seiner Wahl, zunächst begrenzt auf ein Jahr. Marc beriet ihn auch beim Aufbau seiner Sammlung. Durch dessen Vermittlung lernte Koehler 1911 auch die Künstler der Neuen Künstlervereinigung München kennen. Aus dieser Gruppe ging im selben Jahr die Künstlergemeinschaft Der Blaue Reiter hervor, dessen einzigen Almanach er finanziell unterstützte.

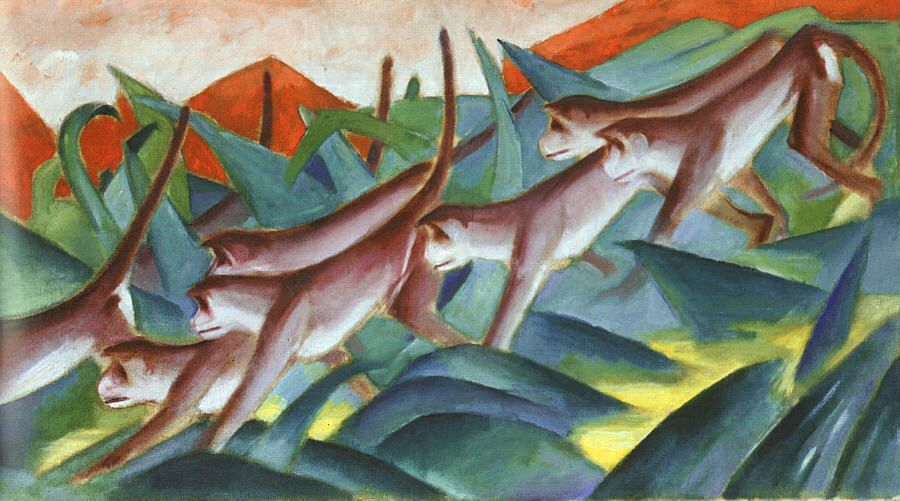
Franz Marc: Affenfries, 1911, heute Kunsthalle Hamburg

Neben den im Katalog zur ersten Ausstellung des Blauen Reiters aufgeführten Werken wie Marcs Gelber Kuh und Reh im Walde I war sein Affenfries gehängt, der im Katalog nicht gelistet war, da ihn Bernhard Koehler kurzfristig aus seiner Sammlung zur Verfügung gestellt hatte.
Ebenso ermöglichten seine materiellen Zuwendungen den Ersten Deutschen Herbstsalon im Jahr 1913. Diese von Herwarth Walden, August Macke und Franz Marc in Berlin organisierte Ausstellung zeigte Arbeiten von 90 Künstlern der internationalen Avantgarde und gilt bis heute als eine der wichtigsten Ausstellungen der modernen Kunst vor dem Ersten Weltkrieg. Darüber hinaus beteiligte sich Koehler auch finanziell an der Tunisreise August Mackes Anfang 1914.
Kunstinteressierte konnten auf Wunsch stets die Sammlung Koehlers in seinem Wohnhaus besichtigen. Hier zeigte er auf drei Etagen unter musealen Bedingungen Werke moderner französischer Künstler und des Expressionismus. Zu den zahlreichen deutschen und internationalen Kunstwissenschaftlern und Museumsdirektoren, die seine Sammlung besichtigten, gehörten Wilhelm Worringer, Ernst Gosebruch und Julius Meier-Graefe.

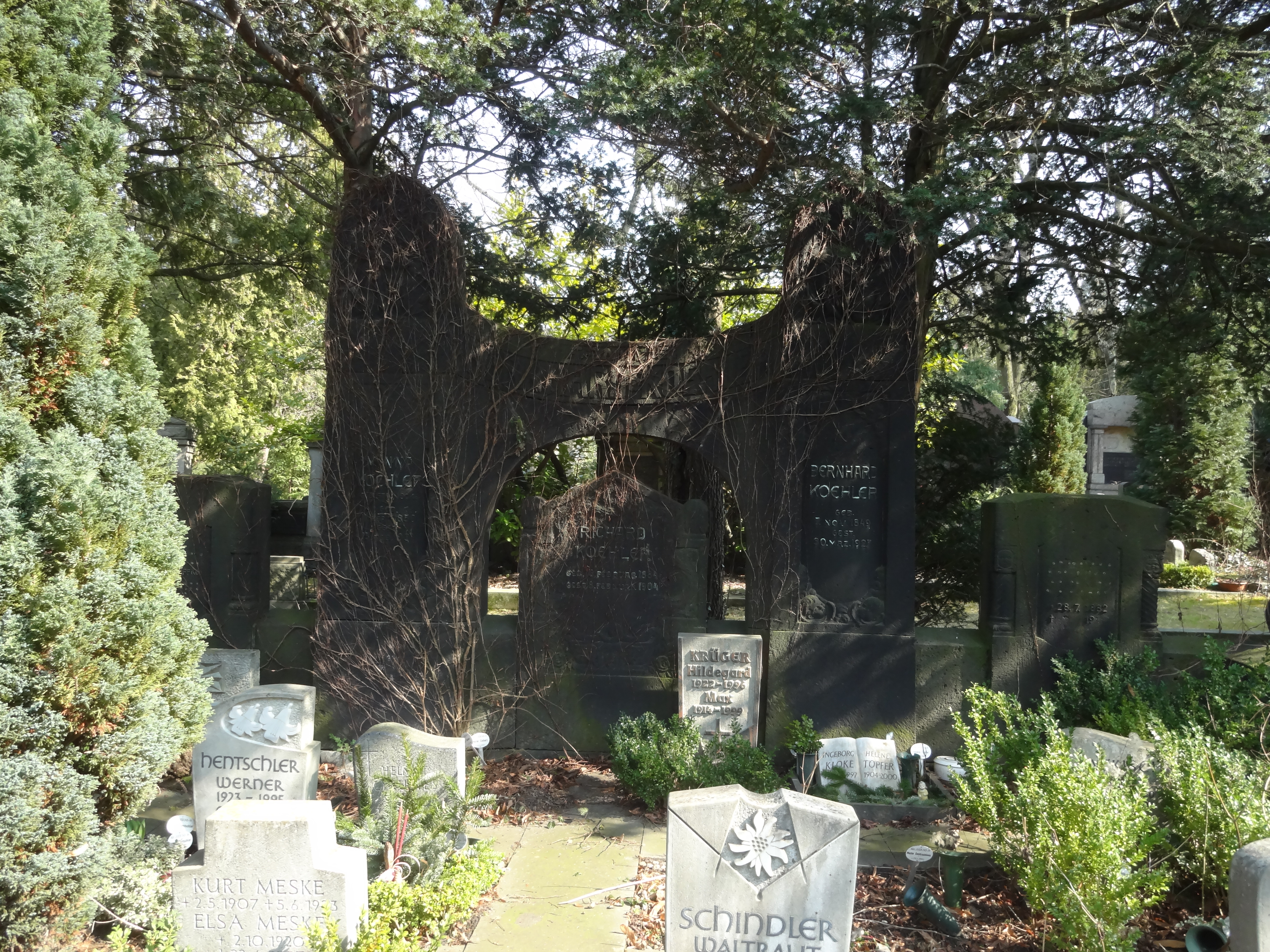
Grabstätte

Bernhard Koehler starb am 30. März 1927 in Berlin. Sein Grab liegt auf dem Alten Kirchhof der St. Jacobi-Gemeinde in Neukölln.

## Bernhard-Koehler-Stiftung
Nach Koehlers Tod erbte sein Sohn Bernhard (1882–1964) die umfangreiche Kunstsammlung. Dieser war während der Weltwirtschaftskrise Ende der 1920er Jahre gezwungen, einige impressionistische Bilder aus der Sammlung seines Vaters zu verkaufen. Gegen Ende des Zweiten Weltkriegs zerstörte ein Bombenangriff die Fabrik wie auch das Wohnhaus der Familie Koehler. In dem Wohnhaus befand sich der überwiegende Teil der Kunstsammlung, die unwiederbringlich zerstört wurde. Ein Teil der impressionistischen Gemälde und ein Werk El Grecos waren zuvor in der Berliner Nationalgalerie eingelagert worden und gelangten nach Kriegsende als Beutekunst nach Russland. Sie befinden sich gegenwärtig in der Eremitage in Sankt Petersburg und im Puschkin-Museum in Moskau. Einige von der Familie ausgelagerten Bilder des Expressionismus sind seit 1965 als Bernhard-Koehler-Stiftung in der Städtischen Galerie im Lenbachhaus in München zu sehen.

## Die Sammlung

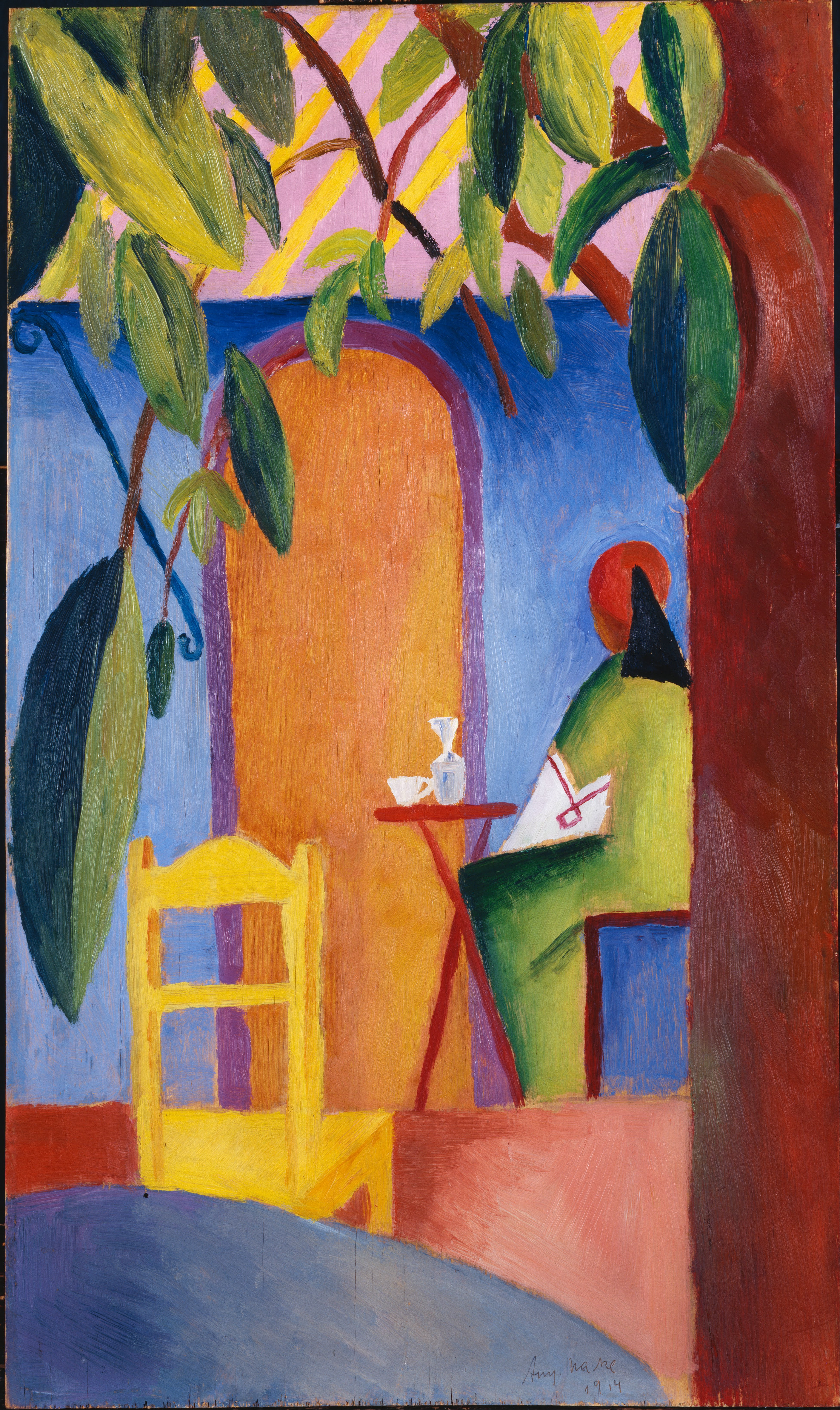
August Macke: Türkisches Café, 1914, heute Städtische Galerie im Lenbachhaus, München

Vor der Begegnung mit August Macke entsprach die Kunstsammlung Bernhard Koehlers dem typisch großbürgerlichen Geschmack im Berlin der Jahrhundertwende. Die Berliner Unternehmervilla der Familie Koehler war mit zahlreichen Arbeiten deutscher Künstler des 19. Jahrhunderts geschmückt und zeigte keinerlei innovative Züge. Erst durch Meier-Graefes Beschreibungen entdeckte Koehler die modernen französischen Künstler. Beim Ausbau seiner Sammlung folgte er Meier-Graefe und erwarb jeweils mindestens ein Werk der von ihm genannten Künstler. Bei seinem ersten Paris-Besuch erwarb er zunächst mit Femme couchée von Gustave Courbet ein Werk des Realismus. Hinzu kamen erste impressionistische Gemälde von Claude Monet und Pierre-Auguste Renoir. Später erwarb er zudem Camille Pissarro, Edgar Degas, Édouard Manet (Bildnis der Tänzerin Rosita Mauri) und Paul Cézanne. Darüber hinaus wählte Koehler Arbeiten der Neoimpressionisten Vincent van Gogh, Paul Gauguin, Georges Seurat und Paul Signac für seine Sammlung. Weiterhin kaufte Koehler Bilder von Pierre Bonnard und Henri Matisse sowie eine Bronzefigur von Aristide Maillol. Parallel baute Koehler eine umfangreiche Sammlung der mit ihm befreundeten Künstler August Macke und Franz Marc auf. Von Macke besaß Koehler über 50 Gemälde, Aquarelle und Zeichnungen und von Marc erhielt er mehr als 70 Werke, zu denen auch einige Kleinbronzen gehörten. Beide Künstler berieten den Sammler bei weiteren Ankäufen. So gelangten nach 1910 Bilder des Fauvismus in die Sammlung Koehler, wozu Arbeiten von Albert Marquet, Charles Camoin und Charles Henri Manguin gehörten.
Von den Mitgliedern der Neuen Künstlervereinigung München fanden Werke von Pierre-Paul Girieud und Alexander Kanoldt Eingang in Koehlers Sammlung. Hinzu kam ein Bild von Pablo Picasso sowie das Gemälde Felslandschaft von André Derain. Zudem erwarb Koehler zwei Werke von Henri Rousseau, der bei den Künstlern des Blauen Reiters besondere Anerkennung fand. 1911 kaufte Koehler das Gemälde Tour Eiffel von Robert Delaunay und war damit der erste Privatsammler in Deutschland, der eines seiner Werke erwarb. Durch Julius Meier-Graefes Wiederentdeckung von El Greco angeregt, fand darüber hinaus auch dessen 1605 entstandener Johannes der Täufer als Werk eines Vorläufers der modernen Malerei, den Weg in Koehlers Sammlung. Weitere in dieser Sammlung vertretene Künstler waren Umberto Boccioni, Heinrich Campendonk, Marc Chagall, Lovis Corinth, Lyonel Feininger, Ferdinand Hodler, Alexej Jawlensky, Wassily Kandinsky, Paul Klee, Oskar Kokoschka, Walter Leistikow, Amedeo Modigliani, Wilhelm Morgner, Gabriele Münter, Edvard Munch und Max Slevogt.

## Galerie

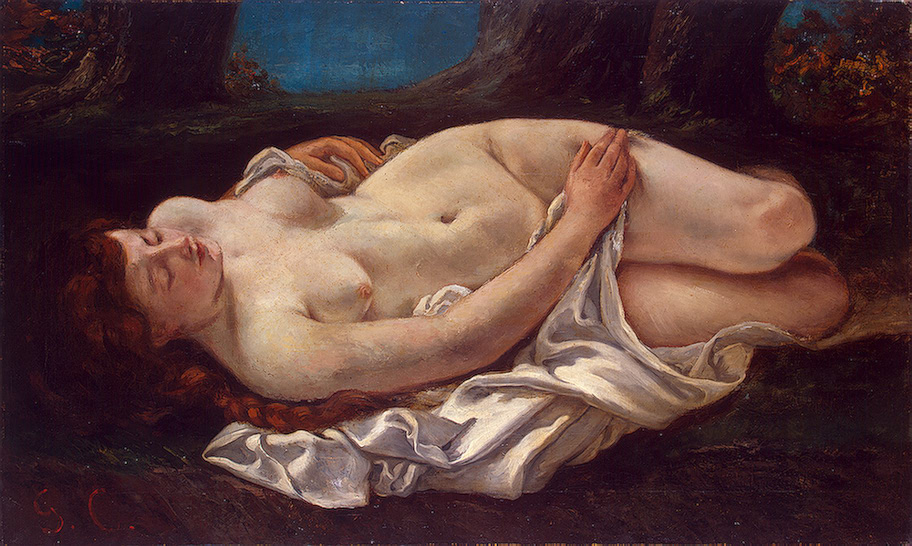
Gustave Courbet: Femme couchée heute Eremitage, St. Petersburg
Pierre-Auguste Renoir: La Promenade heute Getty Museum, Los Angeles
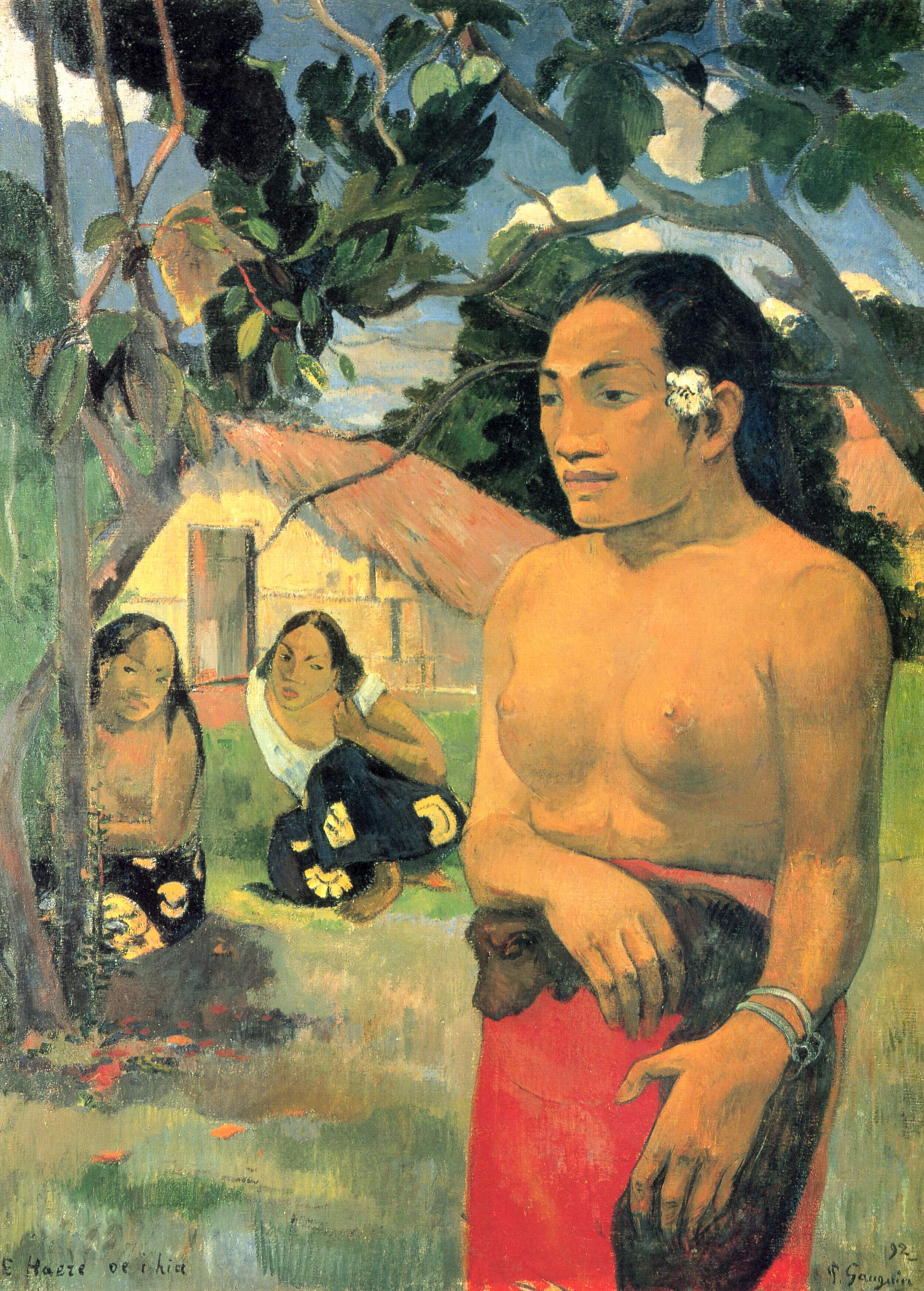
Paul Gauguin: Wohin gehst Du? heute Staatsgalerie, Stuttgart
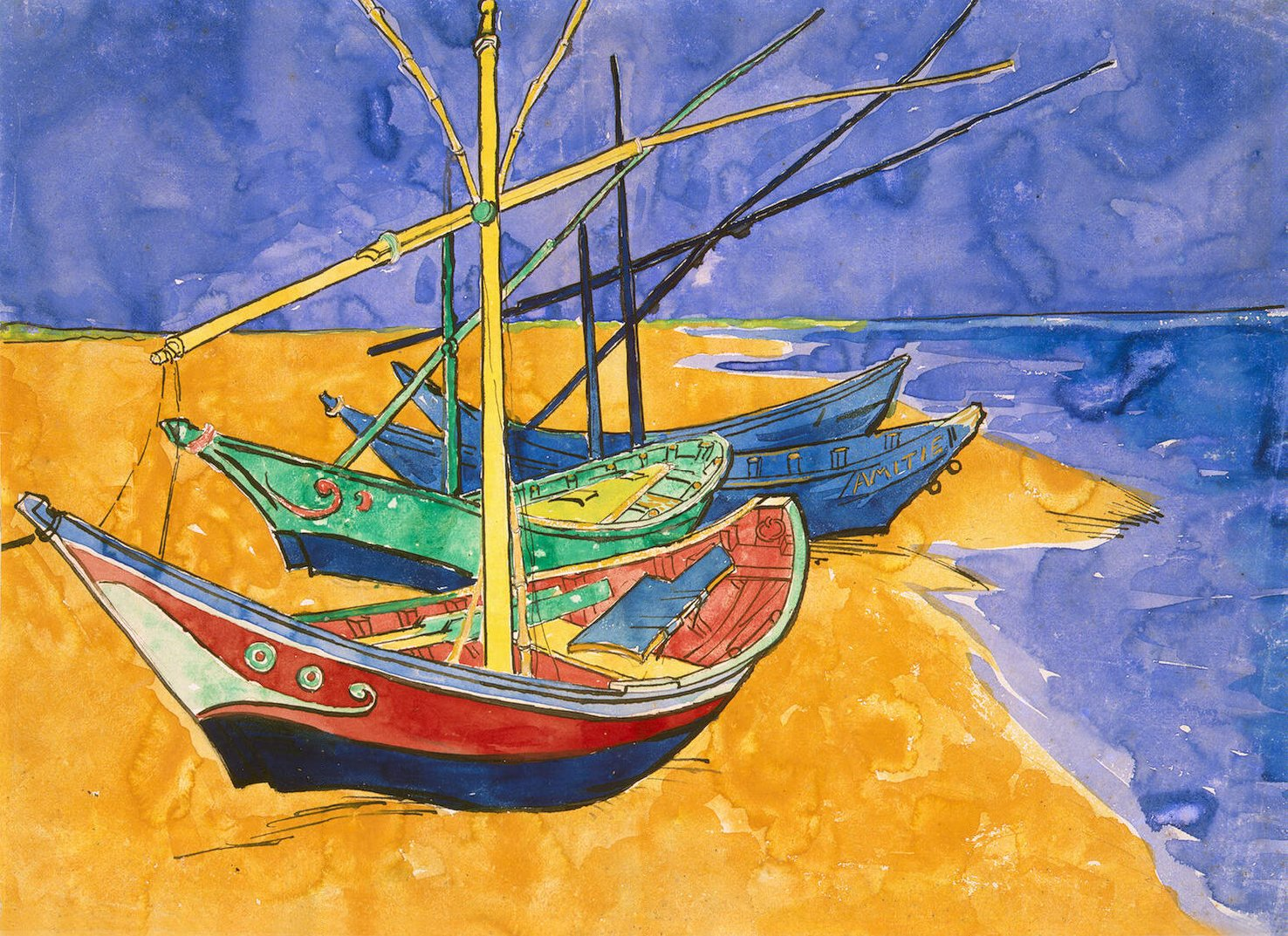
Vincent van Gogh: Fischerboote in Saintes-Marie heute Eremitage, St. Petersburg
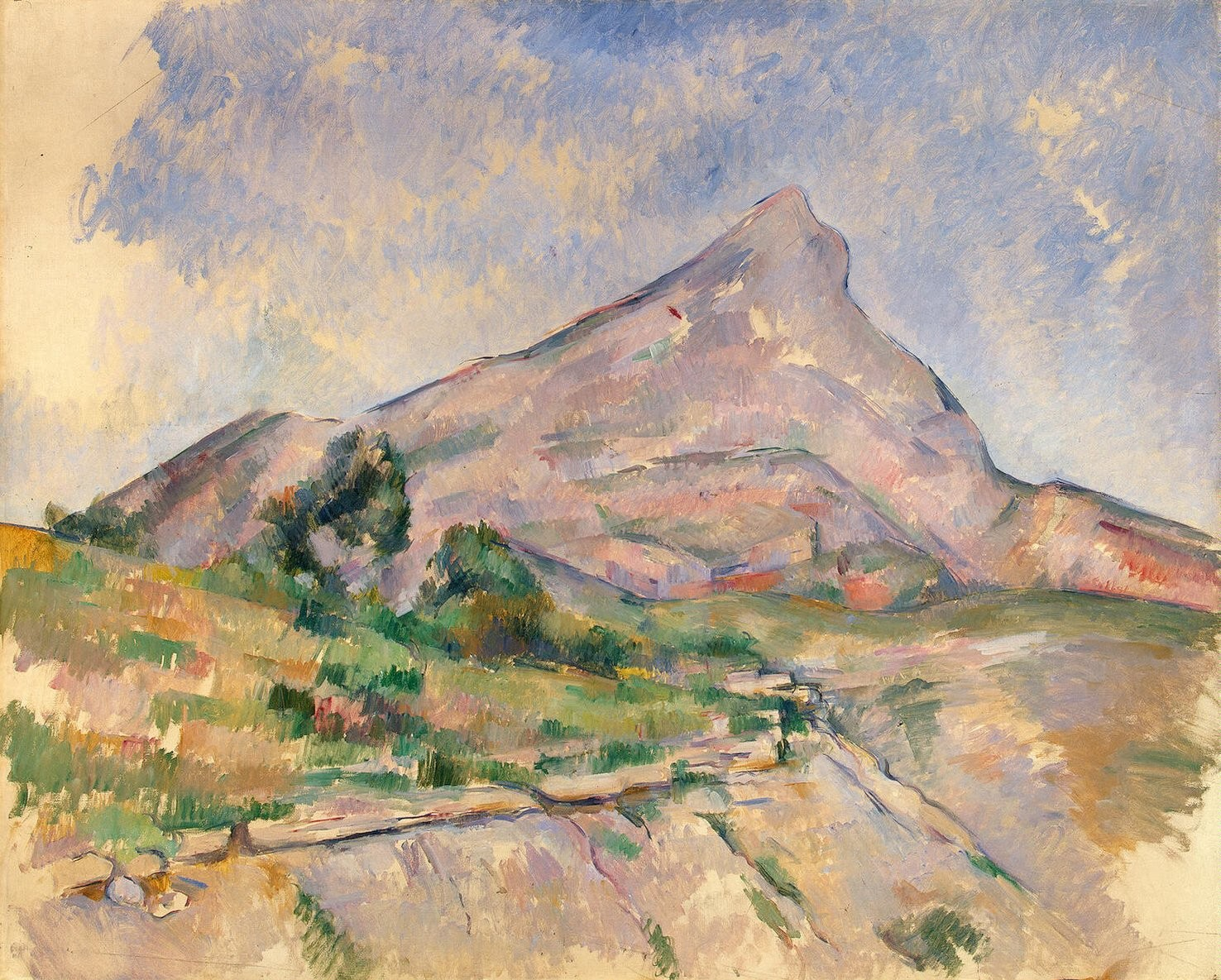
Paul Cezanne: Mont Sainte-Victoire heute Eremitage, St. Petersburg
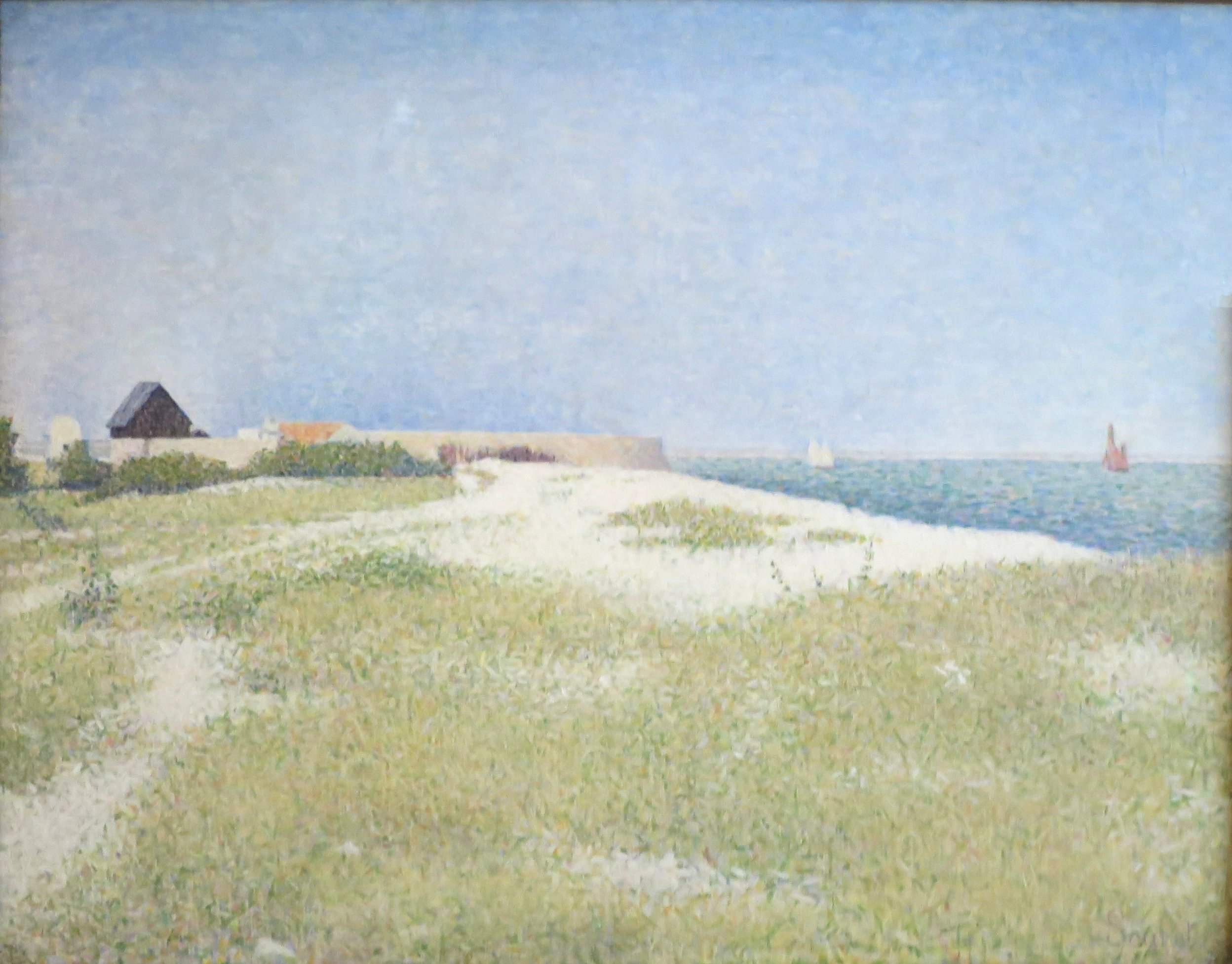
Georges Seurat: Blick auf Fort Samson heute Eremitage, St. Petersburg
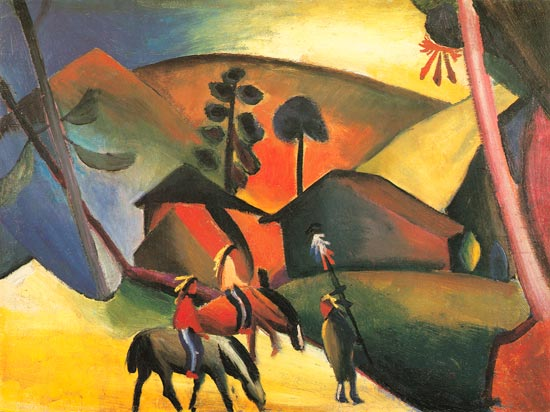
August Macke: Indianer auf Pferden heute  Lenbachhaus, München
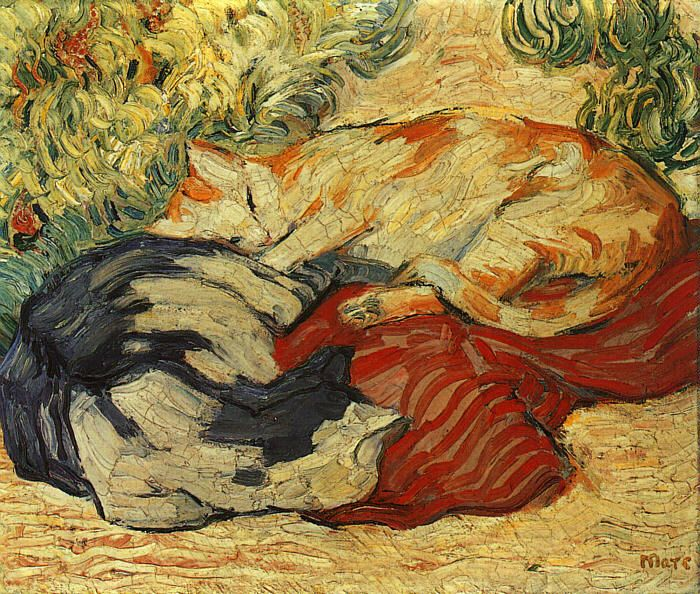
Franz Marc: Katzen auf rotem Tuch, 1909/10, Privatbesitz
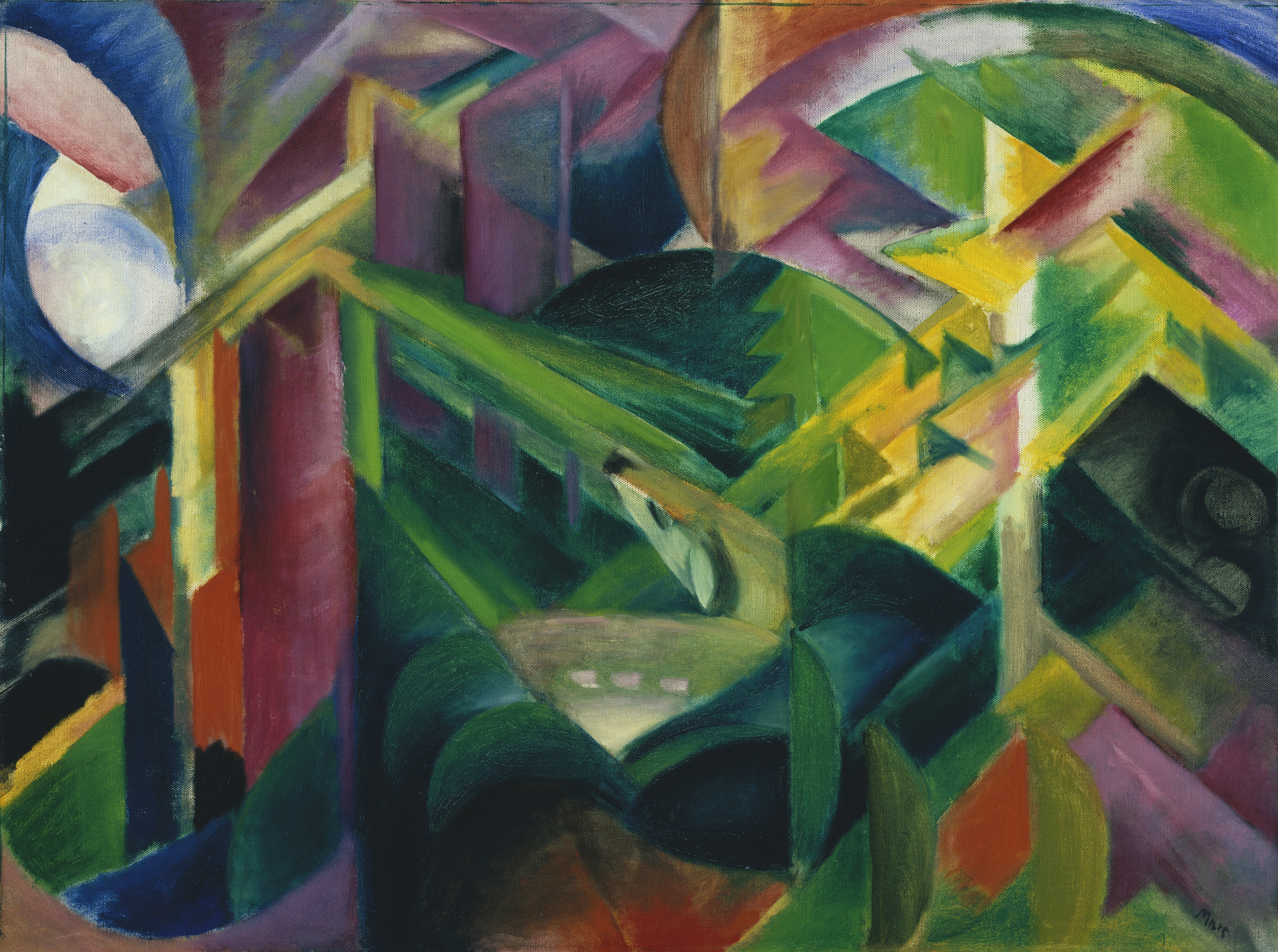
Franz Marc: Franz Marc: Reh im Klostergarten, 1912, heute  Lenbachhaus, München